# Valkenburg (Hollande-Méridionale)
Pour les articles homonymes, voir Valkenburg.
Valkenburg est un village situé dans la commune néerlandaise de Katwijk, dans la province de la Hollande-Méridionale. Le 1er janvier 2006, le village comptait 3 900 habitants.

## Histoire
Valkenburg a été une commune indépendante jusqu'au 1er janvier 2006. À cette date, elle est supprimée et rattachée à Katwijk.
Elle a abrité une base aérienne de la marine néerlandaise de 1936 à 2006.
Le site a abrité une garnison romaine.